# The Factory (Studio)

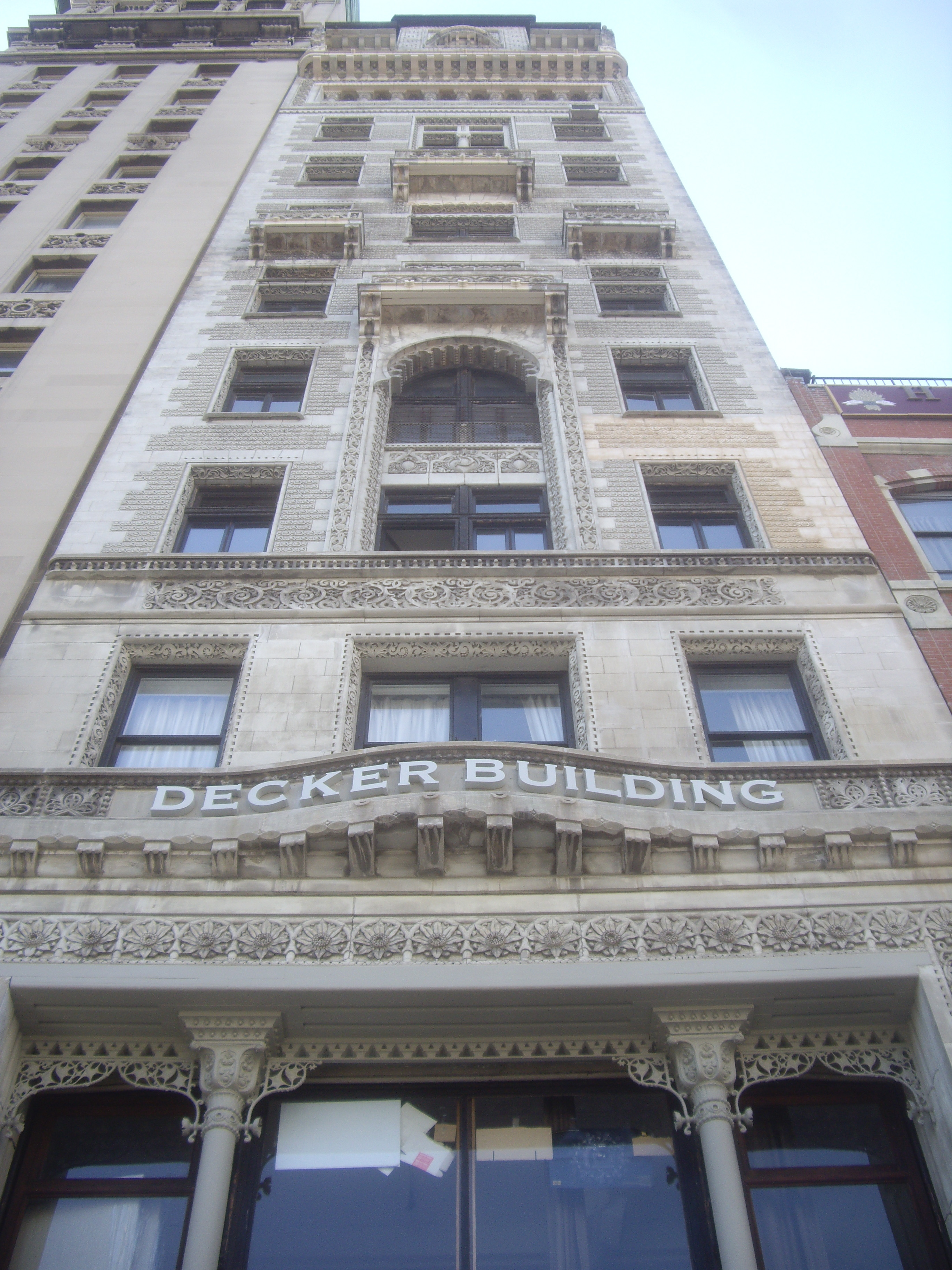
Das Gebäude der Factory ab 1968 in 33 Union Square West im Decker Building, das Studio lag im 6. Stock

The Factory (englisch für „Die Fabrik“), zeitweise auch Silver Factory genannt, waren verschiedene Studios des Pop-Art-Künstlers Andy Warhol in New York City.

## Namensgebung
Der Name leitet sich aus zwei Bedeutungen her: zum einen aus der Tatsache, dass das ungefähr 300 m² große Loft zuvor als Raum des produzierenden Gewerbes genutzt worden war, zum anderen um zu verdeutlichen, dass die Kunstprodukte, die dort hergestellt wurden, mechanisch wie am Fließband hergestellte Waren im Sinne der Pop-Philosophie sein sollten.

## Gebäude und Geschichte
Die erste, im Jahre 1962 gegründete Factory, befand sich in der East 87th Street, bekannt als „Firehouse“, einer verlassenen Feuerwache; hier arbeitete Andy Warhol von Anfang bis Ende 1963. Die eigentliche, legendäre Silver Factory befand sich von Anfang 1964 bis Anfang 1968 in New York an der Adresse 231 East 47th Street zwischen der 2nd und 3rd Avenue im Stadtteil Manhattan, zwischen dem Sitz der Vereinten Nationen und dem Grand Central Terminal.
Im Februar 1968 zog sie dann nach 33 Union Square West, bevor das alte Gebäude abgerissen wurde. Nach dem Umzug wandelte sich alles: Unter dem zunehmenden Einfluss der Mitarbeiter Paul Morrissey und Frederick Hughes wurde die Factory schließlich vom bohemien-artigen Experimentierfeld und Drogenumschlagplatz zu einem „cleanen“, sicherheits- und kameraüberwachten Büro.
Im Juli 1968 drang Valerie Solanas in Warhols Büro ein und schoss auf Warhol und zwei weitere Anwesende, wobei Warhol schwer verletzt wurde. Die lockeren Sixties-„Factoryjahre“ waren nun endgültig vorbei und das einst spontan zusammengewürfelte Atelier wich einem finanzorientierten Hochglanz-Kunstkonzern inklusive Vorstand und Geschäftsführern. Denn „art is business“, wie Warhol es einmal trocken formulierte.

## Raumgestaltung
Das Innere der Factory war, basierend auf einer Idee des Mitarbeiters und Fotografen Billy Linich (später als Billy Name bekannt), mit Alufolie ausgekleidet und mit silberner Farbe besprüht. Die großen Fenster zur Straßenseite waren mit Silberfolie bedeckt, so dass Tag und Nacht bei künstlicher Beleuchtung nicht mehr voneinander zu unterscheiden waren. Die Factory war mit einem Lastenaufzug versehen und – für den telefonsüchtigen Warhol unverzichtbar – mit einem Münzfernsprecher. Billy Linich/Name funktionierte zeitweise den hinteren Teil in eine Dunkelkammer um, die er bald zu seinem ständigen Wohnsitz machte.

## Publikum
Die Factory war der Ort, wo sich bildende Künstler, Musiker, Tänzer, Schauspieler, Selbstdarsteller, Homosexuelle, Drogenfreaks und – alles zusammenfassend – Warhols „Superstars“ trafen. Zunächst „produzierte“ Warhol hier im wahrsten Sinne des Wortes mit seinem ersten Assistenten, Mitarbeiter und unermüdlichen „Mädchen für alles“ Gerard Malanga seine Kunst: Serielle Siebdrucke und Objekte. Später diente die Factory, aber vor allem das berühmte rote Sofa in der Raummitte, als Drehort und Szenario etlicher Warhol-Filme. 
Zahlreiche Stars und Sternchen der Film-, Kunst- und Musikszene sowie der New Yorker und Bostoner High Society gaben sich hier ein Stelldichein: Warhols erste „Muse“ Edie Sedgwick, Mick Jagger, Bob Dylan, Jim Morrison und Salvador Dalí gaben sich, meist nächtlich, die Klinke in die Hand. Überdies diente die Factory als Proberaum für die von Warhol protegierte und produzierte Rockband The Velvet Underground mit ihrer blonden, deutschstämmigen Chanteuse Nico.

## Literarische Rezeption
- Nicole Flattery: Nichts Besonderes. Berlin 2023.